# デスティニーモンスターズ
『デスティニーモンスターズ』は、ハンゲームが提供していた神経衰弱風オンラインゲーム。当初は『神経衰弱モンスターズ』のタイトルでカードゲームとしてリリースされたが、後に「かんたんRPG」に位置付けられ、2010年11月25日にタイトルが変更された。2018年11月21日にサービス終了。

## 概要
プレイヤーは、弟子モンスターを操り、神経衰弱をしながらモンスターと戦う。弟子モンスターは、戦闘を通じてレベルを上げたり、他のモンスターと合成して新しい「とくぎ」を覚えさせたりして育成することができる。
基本プレイは無料で、ゴッドマネー（ゲーム内マネー）により合成を行うことも可能だが、回数は制限される。有料のチケットを購入することで、より高レベルのモンスターを育成できるようになる。

## 戦闘ルール
基本ルールは神経衰弱と同じで、カードが揃えば絵柄に応じて物理攻撃や魔法攻撃を行う（数字が同じでも物理・魔法の組み合わせでは揃ったことにならない）。カードは物理・魔法それぞれ1～13までがあり、トランプのように11・12・13はそれぞれジャック・クイーン・キングの絵柄が描かれている。物理攻撃はクリティカルヒットと攻撃ミスがあるが、魔法攻撃にはない。対戦相手によっては最初からすべてのカードが場に配られずに、カードが揃った後に山から補充される場合もある。対戦相手のHPが0になれば勝利。
モンスターには「ちから」や「まりょく」や「とくぎ」などが設定されており、これらのパラメータや属性に基づいてダメージが計算される。カードをめくる代わりにとくぎを使って特殊な行動をすることができる（戦闘中に使用できない、常時発動型のとくぎもある）。
以下の場合にターンが終了し、相手の行動に移る。
- カードが揃わなかった。
- とくぎを使用した。
- 行動不能状態が回復しなかった。
- 物理攻撃に失敗した。

## モンスター
一度でも仲間にしたモンスターはモンスター図鑑に登録され、仲間にした数などを確認できる。仲間にできるモンスターの数には制限があり、アイテムを購入することで枠を増やすことができるが、上限が設定されている。モンスターを逃がすとゴッドマネーが手に入る場合がある。

### 入手方法
- ゲーム開始時に、最初の弟子として「ゴブリンルーキー」が与えられる。
- 倒したモンスターが、戦闘終了後に仲間になることがある。
- モンスター同士を合成することで、新しいモンスターに突然変異することがある。
- よろず屋で購入した「モンたま」を孵化させると新しいモンスターが生まれる。
- 限界レベルまで成長させることで「クラスチェンジ」するモンスターもいる。
- その他にイベントでハンゲームからモンスターやモンたまがプレゼントされることがある。

### とくぎ
モンスターはそれぞれ固有のとくぎを覚えている。また、別のモンスターと合成することで、違うとくぎを3つまで覚えさせることができる。覚えるだけでパラメータが上昇するなどの効果がある「常時発動」のとくぎと、戦闘中に使用するとくぎがある。戦闘中に使用するとくぎには、相手に直接ダメージを与えるものや、行動不能にするものなどがあり、とくぎの組み合わせを考えることで単なる神経衰弱とは異なる戦術をとることができる。

## モード

### ストーリーモード
2010年3月24日に実装されたモードで、ゴブリンルーキーが大魔王に挑むストーリーが描かれる。ハンゲームではこのモードから始めることを推奨している。

### クエストモード
サービス開始当初から実装されているモード。ゴッドシティーで起きた事件を解決するという名目で、モンスターと神経衰弱バトルをする。

### アドベンチャーモード
2010年11月25日に実装されたモードで、すごろくの要領で移動しながらモンスターを倒すモード。チェックポイント以外の戦闘は自動で行われる。